# Karol Niedźwiecki
Karol Niedźwiecki vel Niedźwiedzki (ur. 22 kwietnia 1867, zm. w czerwcu 1915) – podporucznik Legionów Polskich, działacz niepodległościowy, kawaler Orderu Virtuti Militari.

## Życiorys
Urodził się 22 kwietnia 1867 lub 20 listopada 1892 w Zimnej Wodzie, w ówczesnym powiecie lwowskim Królestwa Galicji i Lodomerii, w rodzinie Aleksego.
Służył w 1., a następnie 2. kompanii III batalionu 1 Pułku Piechoty Legionów Polskich, w stopniu podporucznika. 8 lutego 1915 przebywał w szpitalu w Kętach. Poległ w czerwcu 1915. Został pochowany na cmentarzu w Tarłowie. Jego rodzina mieszkała w Stanisławowie przy ul. Asnyka 1.
27 marca 1922 pułkownik Tadeusz Piskor we wniosku na odznaczenie Orderem Virtuti Militari napisał: „początkowo jako podoficer, po tym jako oficer brał udział w walkach 1 pp Leg. w czasie 1914/15. W ataku na redutę pod Tarłowem padł na czele swego plutonu”.

## Ordery i odznaczenia
- Krzyż Srebrny Orderu Wojskowego Virtuti Militari nr 7180 – pośmiertnie 17 maja 1922[10][11][12][13][14]
- Krzyż Niepodległości – pośmiertnie 19 grudnia 1930 „za pracę w dziele odzyskania niepodległości”[15][1][2]